# سنگ سپر حرارتی
سنگ سپر حرارتی (انگلیسی: Heat Shield Rock) یک شهاب‌سنگ آهنی به اندازه توپ بسکتبال است که در فلاته نیم‌روز مریخ توسط مریخ‌نورد فرصت در ژانویه ۲۰۰۵ کشف شد.
این شهاب‌سنگ که به‌طور غیررسمی توسط تیم تحقیقاتی فرصت «سنگ سپر حرارتی» نامیده شد، به‌طور رسمی توسط جامعه شهاب‌سنگ‌شناسی در اکتبر ۲۰۰۵ به‌عنوان شهاب‌سنگ فلاتهٔ نیم‌روز نام‌گذاری شد (شهاب‌سنگ‌ها همیشه بر اساس مکانی که در آن یافت می‌شوند، نام‌گذاری می‌شوند).

## کشف
فرصت این شهاب‌سنگ را کاملاً به‌طور تصادفی و در نزدیکی سپر حرارتی دور انداخته‌شده خودش پیدا کرد (از این‌رو نام آن نیز چنین است). فرصت پس از خروج از دهانه استقامت برای بررسی سپر حرارتی فرستاده شده بود. این اولین شهاب‌سنگ کشف‌شده روی سیاره‌ای دیگر و سومین شهاب‌سنگ کشف‌شده در جرمی دیگر از منظومه خورشیدی بود – دو شهاب‌سنگ دیگر، شهاب‌سنگ دهانه بنچ و شهاب‌سنگ شیارهٔ هدلی، روی ماه پیدا شده بودند.

### تحلیل
این سنگ ابتدا به دلیل داده‌های طیف‌سنج Mini-TES که نشان‌دهنده طیف فروسرخ غیرمعمول و مشابه انعکاس آسمان بود، به‌عنوان یک سنگ غیرعادی شناسایی شد. سپس، اندازه‌گیری‌های دقیق ترکیب شیمیایی آن با استفاده از APXS انجام شد که نشان داد این شهاب‌سنگ شامل ۹۳٪ آهن، ۷٪ نیکل و مقادیر کمی از ژرمانیم (~۳۰۰ ppm) و گالیم (<۱۰۰ ppm) است. طیف‌بینی موسباور نشان داد که آهن عمدتاً به شکل فلزی است و هویت آن به‌عنوان یک شهاب‌سنگ آهنی-نیکلی، متشکل از کاماسیت با ۵–۷٪ نیکل، تأیید شد.
این ترکیب اساساً با ترکیب یک شهاب‌سنگ آهنی معمولی یافت‌شده روی زمین یکسان است. سطح این سنگ دارای رگماگلیپتها (چاله‌هایی که هنگام عبور شهاب‌سنگ از جو در اثر تبخیر ایجاد می‌شوند) است که مشخصه شهاب‌سنگ‌ها هستند. بزرگ‌ترین بُعد این سنگ حدود ۳۱ سانتی‌متر است.
هیچ تلاشی برای حفاری در این شهاب‌سنگ با استفاده از RAT انجام نشد، زیرا آزمایش روی شهاب‌سنگ‌های آهنی روی زمین نشان داد که ابزار حفاری مریخ‌نورد آسیب می‌بیند. RAT برای حفاری در سنگ‌های معمولی طراحی شده است، نه در آلیاژهای آهن-نیکل.
فلاته نیم‌روز، جایی که این شهاب‌سنگ پیدا شده است، گمان می‌رود روزگاری با لایه‌ای از مواد با ضخامت حداکثر ۱ کیلومتر (۰٫۶۲ مایل) پوشیده بوده که به‌مرور فرسایش یافته است. بااین‌حال، هیچ مدرکی نشان نمی‌دهد که این شهاب‌سنگ چه زمانی برخورد کرده است. برای اینکه این شهاب‌سنگ تقریباً بدون تغییر بر اثر برخورد باقی بماند، باید با سرعتی کمتر از ~1.5 km/s برخورد کرده باشد که مرزهایی برای دینامیک ورود آن و شرایط جو مریخ در زمان برخورد تعیین می‌کند. درهرصورت، این شهاب‌سنگ نشانه زیادی از زنگ‌زدگی آهن ندارد. در غیاب دانش دقیق از محیط مریخ، نمی‌توان نتیجه گرفت که این شهاب‌سنگ اخیراً سقوط کرده یا خیر.

## سایر شهاب‌سنگ‌های آهن-نیکلی یافت‌شده در مریخ
پس از شناسایی Heat Shield Rock به‌عنوان شهاب‌سنگ، پنج شهاب‌سنگ آهنی مشابه دیگر توسط فرصت کشف شدند که به‌طور غیررسمی «جزیره بلاک»، «ایرلند» "جزیره مکیناک"، "Oileán Ruaidh" و "جزیره پناهگاه" نامیده شدند.
دو شهاب‌سنگ آهن-نیکلی توسط مریخ‌نورد روح (به‌طور غیررسمی «تپه‌های آلن» و «ژونگ شان» نامیده شدند) شناسایی شدند. یک شهاب‌سنگ آهن-نیکلی دیگر توسط مریخ‌نورد کنجکاوی شناسایی شد که «لبنان» نام‌گذاری شد. علاوه بر این، چندین شهاب‌سنگ سنگی احتمالی نیز در مریخ شناسایی شده‌اند.

## اصطلاح‌شناسی
اصطلاح «شهاب‌سنگ مریخی» معمولاً به معنای چیز کاملاً متفاوتی است: شهاب‌سنگ‌هایی که روی زمین یافت شده‌اند و گمان می‌رود از مریخ منشأ گرفته باشند. نمونه معروفی از این نوع آلن هیلز ۸۴۰۰۱ است.

## نگارخانه

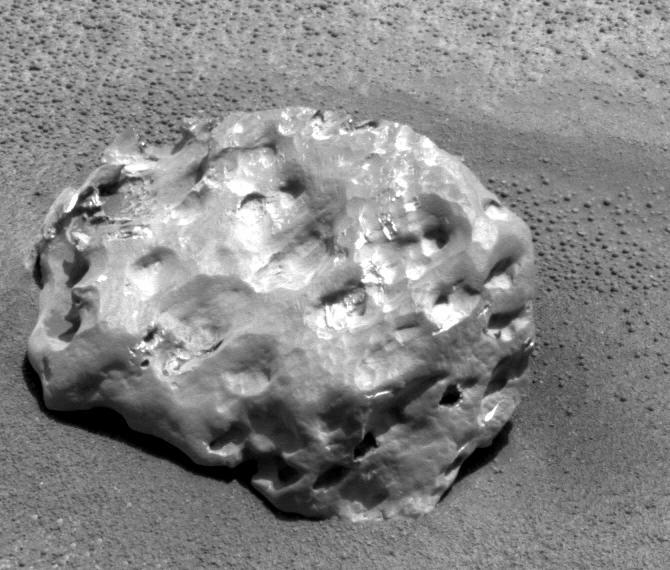
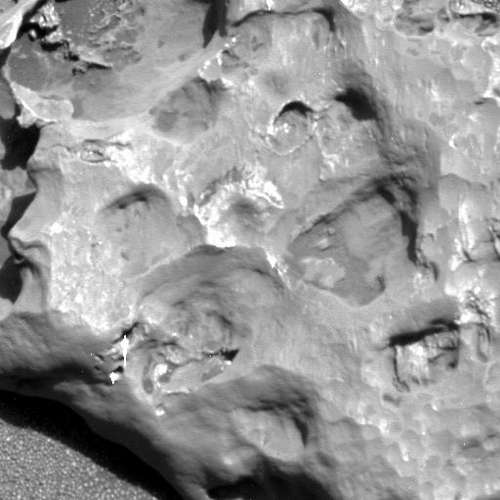
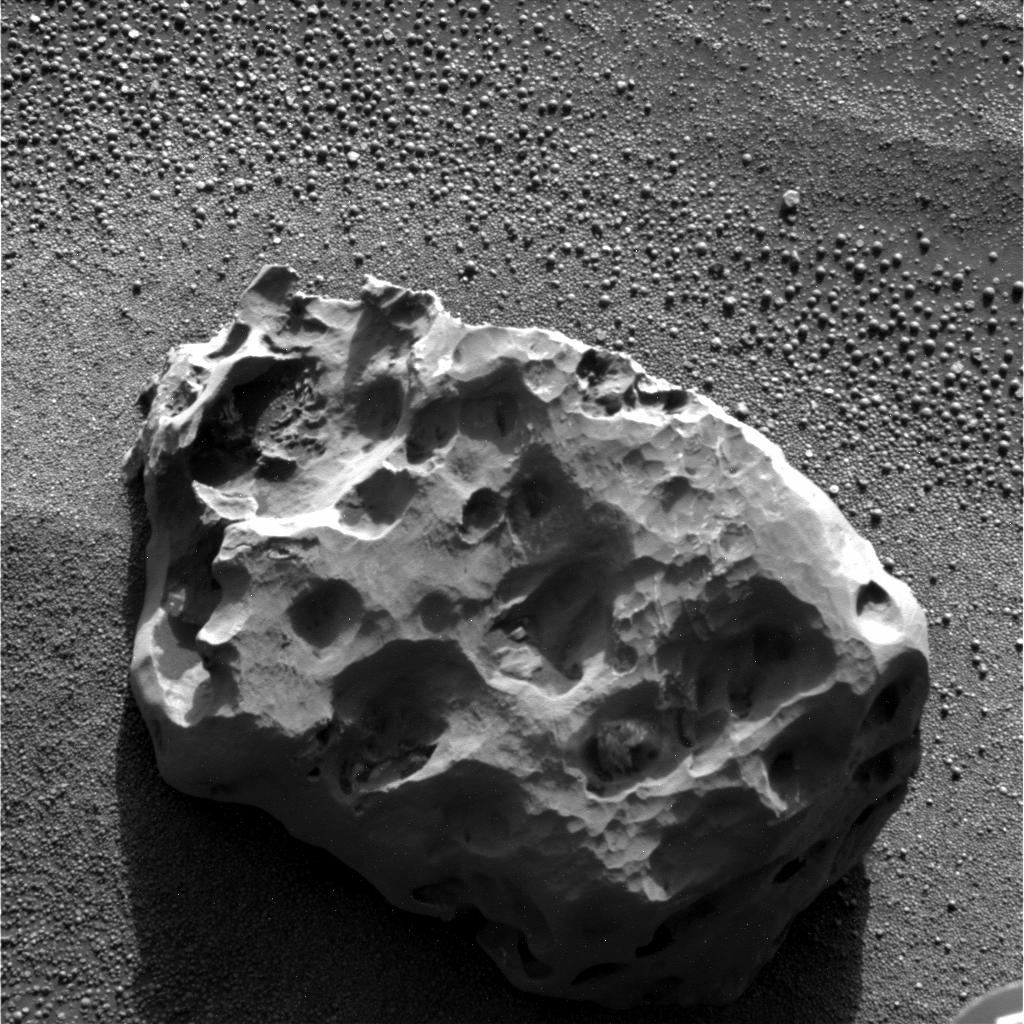
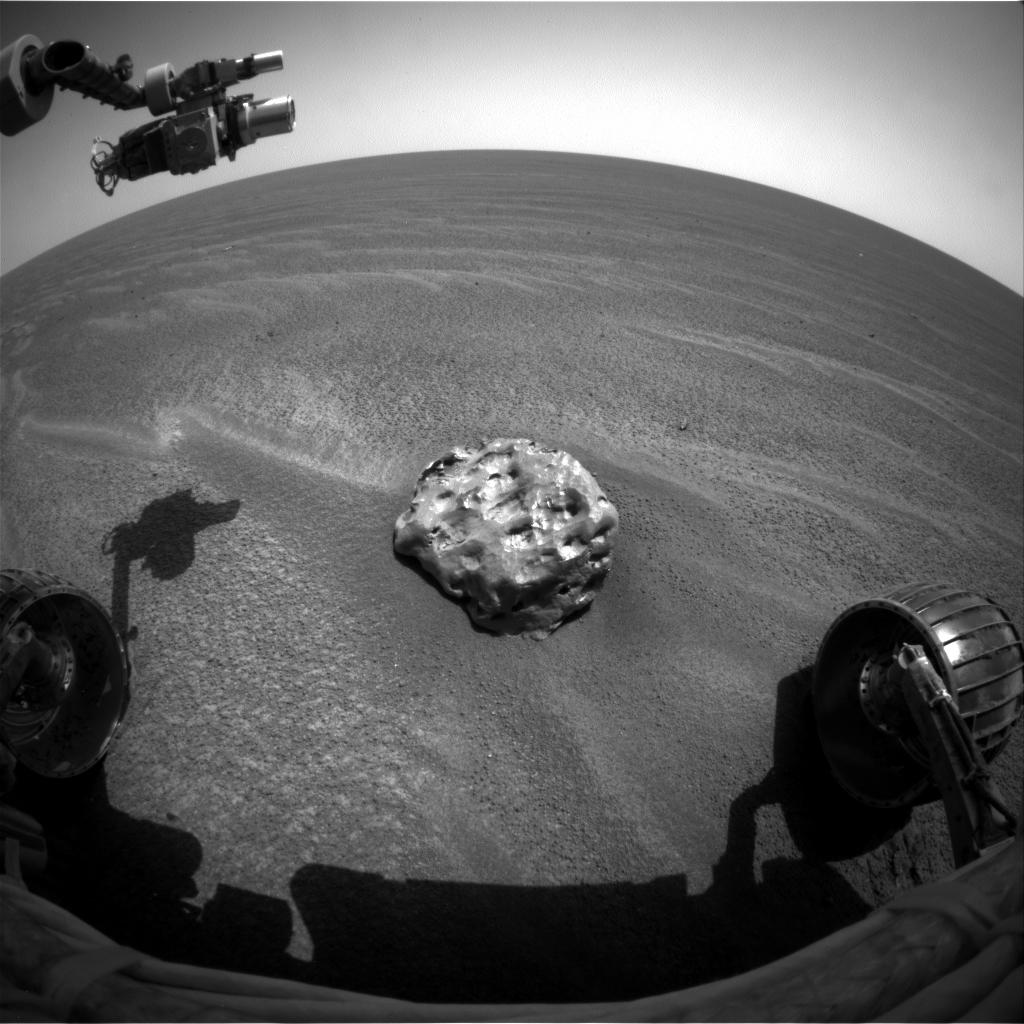
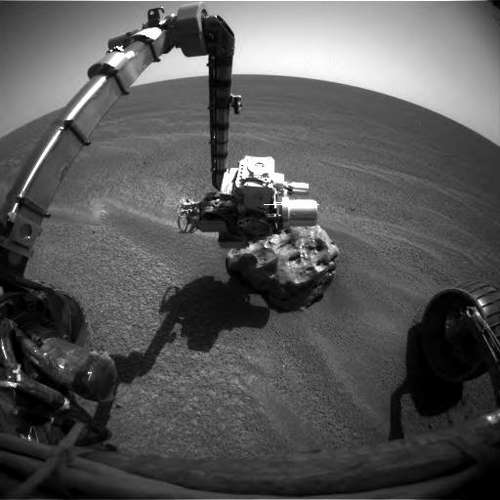